# Cigla
Cigla é um município da Eslováquia, situado no distrito de Svidník, na região de Prešov. Tem 4,87 km² de área e sua população em 2018 foi estimada em 68 habitantes.

## Demografia
| Ano:        | 1994 | 2004   | 2014    | 2024    |
| ----------- | ---- | ------ | ------- | ------- |
| Broj ljudi: | 86   | 80     | 97      | 79      |
| Razlika:    |      | -6,97% | +21,25% | -18,55% |

| Ano:               | 2023 | 2024   |
| ------------------ | ---- | ------ |
| Número de pessoas: | 77   | 79     |
| Diferença:         |      | +2,59% |